# Організація Ґелена
Організація Гелена або Організація Гелена (часто згадувана як The Org ) була розвідувальною службою, створеною в червні 1946 року окупаційною владою США в зоні  післявоєнної окупації Німеччини. Ця служба складалася з колишніх членів 12-го Департаменту Німеччини. Генеральний штаб армії, відомого як Foreign Armies East (FHO). Очолив організацію Рейнхард Гелен, який раніше обіймав посаду генерал-майора Вермахту та був керівником військової розвідки нацистської Німеччини на Східному фронті під час Другої світової війни .
Ця організація стала попередником Bundesnachrichtendienst (BND або Федеральної розвідувальної служби), яка була створена в 1956 році.

## Заснування

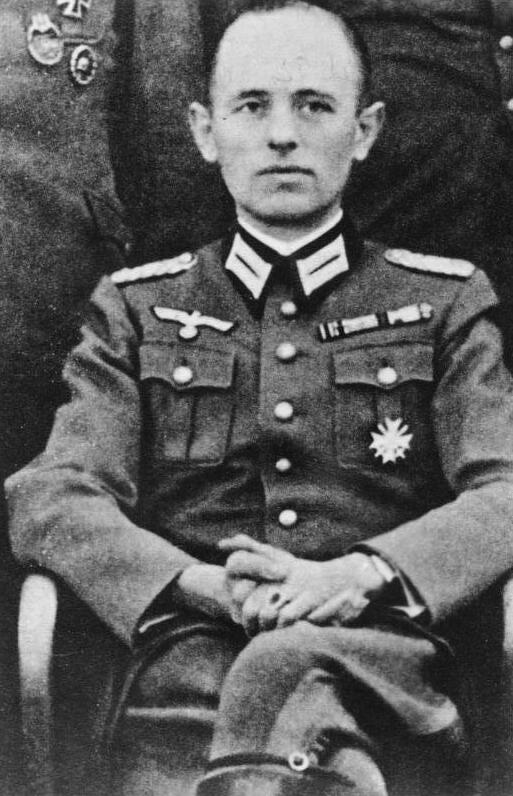
Райнхард Гелен у 1943 році

Після закінчення Другої світової війни Рейнхард Гелен працював під контролем G-2 армії США (розвідка), але прагнув налагодити співпрацю з Центральним розвідувальним управлінням (ЦРУ). У 1947 році в союзі з ЦРУ, організація почала все більше зосереджуватися на політичному, економічному та технічному шпигунстві проти Східного блоку, а псевдонім «Пуллах» став асоціюватися з інтригами спецслужб. 
Згідно з одним із звітів, протягом багатьох років Організація слугувала «єдиними очима та вухами ЦРУ на місцях у країнах радянського блоку » під час холодної війни . ЦРУ ретельно контролювало діяльність групи Гелена: Організація постачала людські ресурси, а ЦРУ забезпечувало матеріальні потреби для таємних операцій, включаючи фінансування, автомобілі та літаки.
Кожен німецький військовополонений, що повертався з радянського полону до Західної Німеччини між 1947 і 1955 роками,проходив опитування агентами Організації. Ті репатріанти, які змушені були працювати в радянській промисловості та будівництві, і були готові до співпраці, становили безцінне джерело інформації про післявоєнний Радягський Союз та його розвиток. 

## Головні операції
Організація підтримувала тісні контакти з емігрантськими групами з Східної Європи. Її завдання включали спостереження за радянськими залізничними системами, аеропортами та портами, а також проникнення до країн Білтії з використанням колишніх електронних човнів Kriegsmarine , укомплектованих німецькими екіпажами та капітаном-лейтенантом.  Ще одним напрямком діяльності Організації Гелена була операція «Русті», яка займалася контррозвідувальною діяльністю проти німецьких дисидентських організацій в Європі.

Антикомуністичні шпигунські мережі Організації Ґелена залишилися на місці після завоювання Червоною армією та зміцнення радянської гегемонії на сході Європи.

Операція організації «Богемія» виявилась успішною у боротьбі зі шпигунством. Організація розкрила ще одну шпигунську мережу, якою керувала югославська спецслужба в кількох містах Західної Європи. Організація Гелена виявила темний радянській підрозділ вбивств, що діяв під егідою СМЕРШ . Інформатор Організації у Празі повідомив про те, що Червона армія отримала вдосконалений детонатор багаторазового використання, розроблений у Чехії, але виготовлений на оборонному заводі у Харкові . ЦРУ виявило до цього інтерес і кілька тижнів потому кур'єри Організації представили детонатор із повними технічними даними представникам ЦРУ в Пуллаху. Незабаром після цього чеського інженера та його сім'ю переправили через кордон до Західної Німеччини, а потім далі до Сполучених Штатів.  Виявляючи людей, які постраждали від нових комуністичних режимів у Східній Європі, Організація завербувала багатьох агентів, які «бажали лише вигнати більшовиків з Європи». 
У Геленській організації працювало безліч колишніх членів нацистської партії , яку захищало ЦРУ. Джеймс Крітчфілд, колишній керівник відділу ЦРУ з Близького Сходу та Південної Азії, заявив The Washington Post у 2001 році: «Я жив з цим 50 років», і зазначив, що «багато негативних висловлювань про Гелена, які зображували його як затятого нациста та військового злочинця Гітлера, є перебільшенням». 
Ґелен розповів про діяльність Організації у своїх мемуарах, які були опубліковані в 1977 році під назвою «Служба: мемуари генерала Рейнхарда Ґелена». 

## Критика
Коли Організація потрапила в центр уваги громадськості, Гелен і його команда зіткнулися з критикою як з боку Заходу, так і Сходу. Стаття старшого кореспондента лондонської газети Daily Express Сефтона Делмера, опублікована 17 березня 1952 року, викрила діяльність Гелена. Через два з половиною роки, 10 серпня 1954 року, Делмер написав, що «Гелен і його нацисти повертаються», вказуючи в своїй статті на «жахливу підпільну владу в Німеччині» та натякаючи на те, що Організація має намір продовжити цілі Гітлера .  У 2006 році, після перегляду розсекречених документів ЦРУ про Gehlen Org, стаття в газеті Guardian запропонувала нову оцінку спроби протистояти комунізму з використанням колишніх нацистів, зазначаючи, що, незважаючи на всі моральні компроміси при їх залученні, ця стратегія виявилася повним провалом з розвідувальної точки зору, оскільки нацисти були поганими шпигунами. Комуністичні групи та уряди також критикували групу Гелена, звинувачуючи її в фанатизмі та жорстокості, вбачаючи в цьому прояви помсти та американського імперіалізму, що відповідало загальній лінії партії про те, що Захід планує відродити нацистську владу. 
Алоїз Бруннер,  який, як стверджується, працював в Організації, раніше відповідав за табір інтернованих Дрансі  поблизу Парижа, і був причетний до вбивства 140 тисяч євреїв під час Голокосту.  За словами історика Роберта Вулфа,  з Національного архіву США, «розвідка армії США прийняла пропозицію Рейнхарда Гелена надати передбачувані знання про Червоноармійців, але була змушена співпрацювати з багатьма масовими вбивцями, яких він залучив».  Пізніше Джеймс Крічфілд у розмові з репортером зазначив: «Немає жодних сумнівів, що ЦРУ зацікавилося вербуванням досить сумнівних особистостей». 
Документи ЦРУ, знайдені історичним відділом BND, підтверджують, що Бундестаг, німецький парламент, також був обізнаний про цю ситуацію. Відповідно до цих матеріалів, Рейнхард Ґелен, який очолював Організацію, а згодом став президентом BND, заявив Комітету з європейської оборони Бундестагу 11 грудня 1953 року, що приблизно 40 його співробітників були колишніми членами СС та СД. ... Якщо хтось і не знав про це, то лише тому, що ніхто не бажав дізнатися — ні Ґелен, ні Аденауер, ні Глобке, і, ймовірно, ще багато інших.

Стаття в The Independent від 29 червня 2018 року містила таку заяву щодо деяких співробітників Org і BND:  
"Організація Гелена діяла до 1956 року, коли була замінена на BND, і їй було дозволено наймати щонайменше 100 колишніх офіцерів гестапо або СС. Серед них був заступник Адольфа Ейхмана Алоїз Бруннер, який дожив до старості, незважаючи на те, що відправив понад 100 000 євреїв до гетто або таборів інтернування, а також колишній майор СС Еміль Аугсбург. Багато колишніх нацистських функціонерів, зокрема Сільбербауер, який захопив Анну Франк, перейшли з Організації Гелена до BND. Замість того, щоб їх вигнати, BND, схоже, була готова наймати ще більше таких людей – принаймні протягом кількох років."
Автори книги *A Nazi Past: Recasting German Identity in Postwar Europe* стверджують, що Рейнхард Ґелен просто не хотів знати про минуле тих, кого BND наймала в 1950-х роках.
Американський Національний архів безпеки зазначає, що Ґелен "наймав численних колишніх нацистів та відомих військових злочинців".
З іншого боку, Ґелен був виправданий Джеймсом Х. Крічфілдом, з ЦРУ, який працював з Організацією Ґелена з 1949 по 1956 рік. У 2001 році він заявив, що "майже все негативне, що було написано про Ґелена, як про затятого колишнього нациста, одного з військових злочинців Гітлера, ... далеко від істини", згідно з цитатою в The Washington Post. Крічфілд також зазначив, що Ґелен "недобровільно" наймав колишніх співробітників Sicherheitsdienst (Security Service of the Reichsführer-SS) під тиском канцлера Німеччини Конрада Аденауера, щоб впоратися з "лавиною підривної діяльності, яка надходила з Східної Німеччини".

### Радянське проникнення в Організацію
Також надходили повідомлення про "кротів" всередині агентства, що підірвало його довіру. Насправді, документ ЦРУ, опублікований через кілька років, згадував про "катастрофічне" проникнення радянських агентів в Організацію Ґелена. Більшість "кротів" були колишніми нацистами, яких завербували МГБ.  Місія в Польщі зазнала невдачі через компрометацію з боку контррозвідки; як з'ясувалося, так званий П'ятий командо організації WIN у Польщі був створений радянськими розвідслужбами.
З початку 1950-х років радянській розвідці надходили доповіді від інсайдерів Організації — Гайнца Фельфе, Ганса Клеменса та Ервіна Тібеля. Всі троє були виявлені в 1961 році і за звинуваченням у зраді постали перед судом, а в 1963 році їх визнали винними. Клеменс та Фельфе визнали, що передали велику кількість секретної інформації радянам, включаючи 15 000 засекречених документів.
Серед працівників ЦРУ та Служби зовнішньої розвідки Великобританії(MI6), зокрема Кім Філбі, який сам був радянським секретним агентом. Коли така інформація з’явилася, Гелен, особисто, і Організація Гелена, офіційно, стали мішенню для атак з боку урядів західних держав. Особливо ворожим до Гелена був британський уряд, а політично ліберальна британська преса забезпечила широке висвітлення існування Організації Гелена, що скомпрометувало її операції.

## Реорганізація
1 квітня 1956 року Організацію Гелена формально замінив Федеральний розвідувальний службовий (Bundesnachrichtendienst) Федеративної Республіки Німеччина, який існує й досі. Рейнхард Гелен став першим президентом BND, але подав у відставку у 1968 році, досягнувши пенсійного віку.

## Бюджет
У 1948 році Організація Гелена мала річний бюджет у 1,5 мільйона доларів США (з урахуванням інфляції, це приблизно 19 мільйонів доларів у сучасних цінах).